# Ocupação de Coxim
A ocupação de Coxim foi uma operação militar paraguaia comandada pelo coronel Izidoro Resquín que resultou na tomada da vila de Coxim, atual Mato Grosso do Sul, durante a Guerra do Paraguai. O coronel Resquín destacou 300 soldados e alguns canhões que estavam em Miranda, acampamento base dos invasores, e rumou em direção da vila. A coluna avançou a cavalo e encontraram grandes dificuldades nos 120 quilômetros de terreno quase intransitável. No dia 24 de abril de 1865, a coluna de Resquín atingiu a vila e a encontrou quase abandonada. A defesa de Coxim ficou a cargo de apenas sete praças brasileiros, sob o comando do capitão reformado Antônio Pedro dos Santos. O combate foi rápido e sem baixas do lado paraguaio. Os resistentes se retiraram, seguindo para Cuiabá e os invasores saquearam e incendiaram a vila. No retorno, os cavaleiros sofreram com a perda de 50 dos seus, vítimas de doenças e ferimentos da marcha, além da cavalhada morta pela "Peste das Cadeiras". Instalou-se o pânico em Cuiabá quando da chegada da notícia da queda de Coxim. Dizia-se que os paraguaios estavam marchando para a capital com 8 mil soldados e numerosa quantidade de canhões e cavalos, fato exagerado e que nunca ocorreu.